# Жаба (Marvel Comics)
Жаба (англ. Toad) — персонаж комиксов издательства Marvel Comics.

## Биография

### История по версииUltimate
Когда Жаба появился на свет, родители пришли в ужас из-за его необычной, отталкивающей внешности и отдали мальчика в детский дом. Но даже среди сирот и брошенных детей Жаба, с его зелёной кожей, чересчур длинными руками и ногами и перепонками на пальцах, был изгоем. Сверстники и воспитатели считали его уродом и постоянно издевались над ним. Жаба рос одиноким и озлобленным на весь мир подростком. Когда ему исполнилось двенадцать, он обнаружил, что способен взбираться по отвесным стенам, совершать гигантские прыжки и научился пользоваться своим удивительным языком. А вскоре детский дом, где он жил, посетил Магнето. Он искал молодых мутантов, которые захотели бы вступить в его Братство, и помогли ему установить власть мутантов над людьми. Жаба ненавидел людей из-за всех унижений, которые терпел от них в детстве, и мечтал отомстить им. Поэтому разрушительные идеи Магнето пришлись ему по душе. Магнето забрал Жабу с собой, на Дикую Землю, где он познакомился с другими членами Братства. Так Жаба стал одним из приспешников Магнето, помогающих ему в борьбе против человечества и профессора Чарльза Ксавье — главного врага Мастера Магнетизма.

## Вне комиксов
- Жаба появляется в фильме «Люди Икс» в исполнении актёра и каскадёра Рэя Парка. В отличие от оригинала, он обладает вполне человеческой внешностью, если не считать кожи тёмно-зелёного оттенка, такого же цвета волос и жёлтых глаз (не светящихся в темноте, как у Ночного Змея). Вместе с Саблезубым и Мистик является союзником Магнето, и активно участвует в его операциях. Сумел на время остановить Джин Грей в ходе поединка. Шторм создаёт ураганной силы ветер, который выносит Жабу из здания, а затем бьёт молнией в металлические перила, за которые он уцепился языком. Мощнейший электрический разряд отбрасывает Жабу в залив, и, вероятно, убивает. В третьей части франшизы фигурирует неназванный мутант, чьи способности схожи со способностями Жабы, который появился во время общего сбора мутантов, на который явились Магнето и Пиро.
- Эван Джонигкейт является исполнителем роли молодого Жабы в фильме «Люди Икс: Дни минувшего будущего». В этом фильме Мистик освободила его и нескольких других мутантов от агентов Боливара Траска, который планировал использовать их для опытов.
- Также Жаба кратко появляется в фильме «Люди Икс: Начало. Росомаха» как один из детей-мутантов похищеных Страйкером. В конце его и других спасает Росомаха
- Жаба ненадолго появляется в игре «LEGO Marvel Super Heroes». Там он держит в заложниках Шторм, но приходят люди Икс и Шторм спасается. В этой игре Жаба обладает обычной человеческой внешностью, даже без зелёной кожи.
- Жаба появился в фильме «Дэдпул и Росомаха»[2].

### Мультфильмы
- Жаба появился в серии «Тайное становится явным» мультсериала «Люди Икс», где он является приспешником злодея Соларра, который держал в страхе мирное поселение мутантов. Как и его босс был побеждён Циклопом и объединившимися с ним жителями поселения. Был озвучен Тони Дэниэлсом.
- Жаба появляется в мультсериале «Люди Икс: Эволюция». В мультсериале он говорит с сильным акцентом и является членом Братства а также бывшим одноклассником Людей Икс. Он влюблён в дочь Магнето, Ванду (Алая ведьма). Он был одним из мутантов, которые помогли победить Апокалипсиса в финале сериала. Был озвучен Ноэлем Фишером. В этой версии, он соперничает с Попрыгуном.
- Также Жаба появляется в мультфильме «Росомаха и Люди Икс», где состоял в Братстве Мутантов.

## Силы и способности
Жаба обладает невероятной прыгучестью. Он способен совершать прыжки на 7 метров в высоту и на 14 метров в длину. Кроме того, Жаба может лазать по стенам и выпускать сквозь поры на коже липкое, похожее на желе вещество, при помощи которого Жаба парализует противника, облепив его этой слизью. У Жабы невероятно длинный, подвижный язык, который он использует как настоящая жаба — для поимки своей жертвы.